# Timo Gottschalk

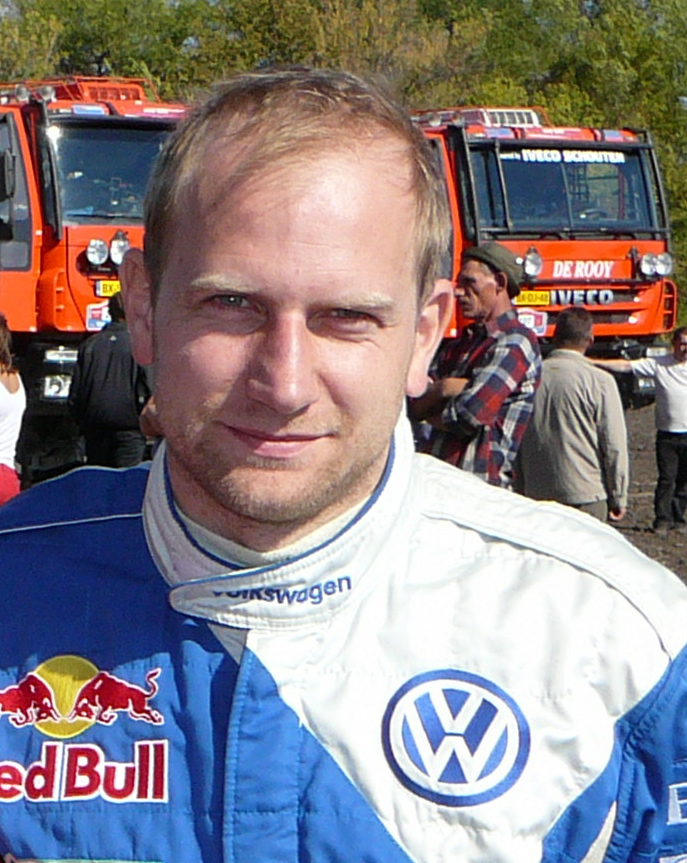
Timo Gottschalk (2010)

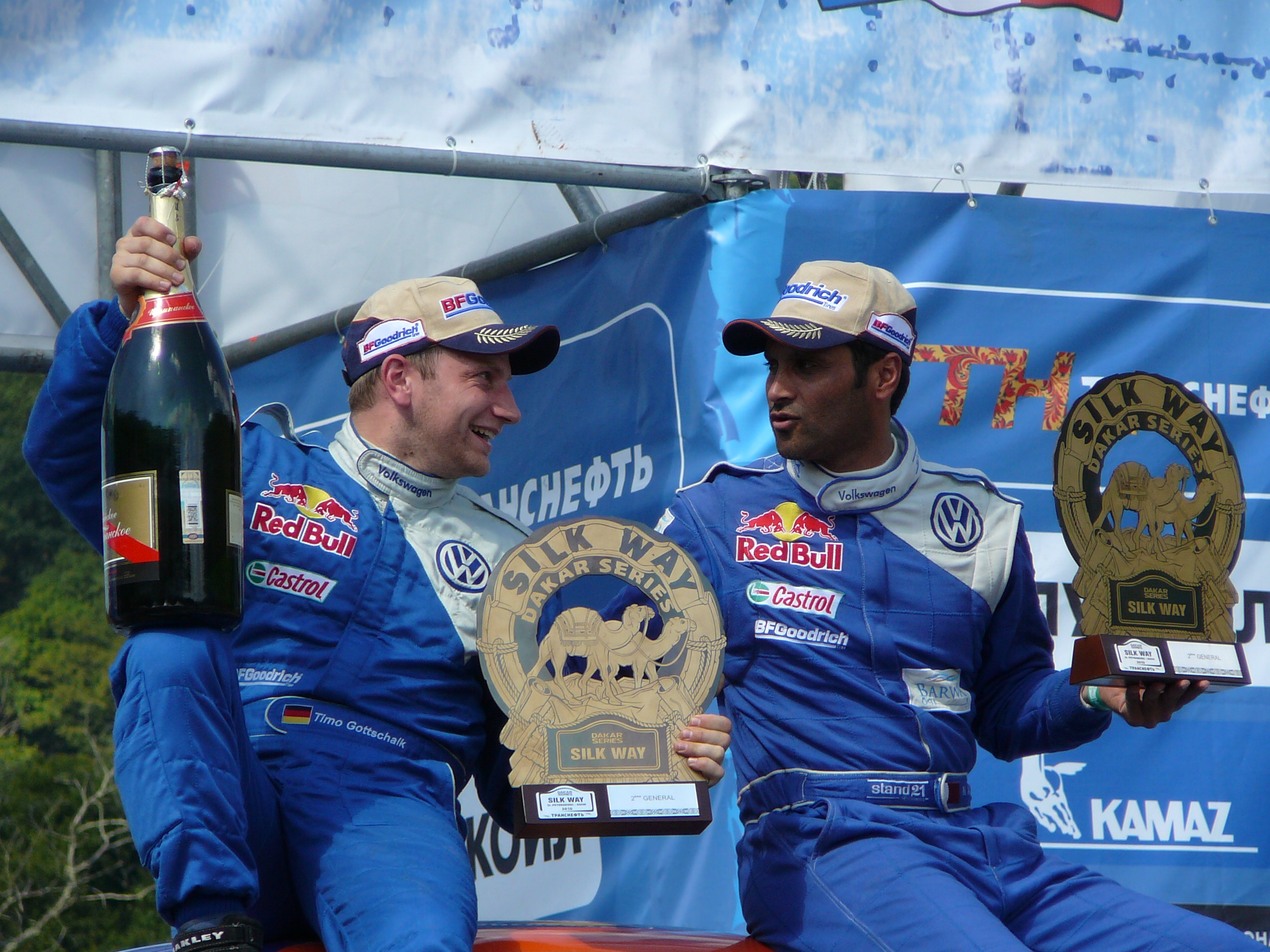
Timo Gottschalk und Nasser Al-Attiyah bei der Silk Way Rally 2010

Timo Gottschalk (* 28. August 1974 in Neuruppin) ist ein deutscher Rallye-Navigator.

## Leben
Der gelernte Diplom-Ingenieur für Fahrzeugtechnik fing auf Truppenübungsplätzen und Äckern mit seinem Hobby, dem Rallyefahren, an. 1995 machte er sein Hobby zum Beruf und konzentrierte sich voll auf das Rallyefahren als Navigator. In der Anfangszeit seiner Karriere bestritt er Rallyes auf einem alten Trabant 601. Als Beifahrer von Michael Neuschäfer absolvierte Gottschalk 1997 seine erste Saison in der Deutschen Rallye-Meisterschaft auf einem Ford Escort. Ein Jahr später nahm er nebenbei auch mit Dieter Depping auf einem Audi S2 an der Rallye Ceske Krumlov teil. 
1999 folgte bei der Rallye Korsika zusammen mit Niklas Birr seine erste Teilnahme an der Rallye-Weltmeisterschaft auf einem Seat Ibiza Cupra. Nach zwei Jahren ohne einen festen Platz in einem Team nahm Gottschalk 2001 an der Seite von Carsten Mohe in einem Renault Mégane wieder an der Deutschen Rallye-Meisterschaft teil. Das Team belegte am Ende der Saison den vierten Platz in der Meisterschaft, ein Jahr später wurde es Sechster. Außerdem absolvierte Gottschalk 2002 mit Frank Richert auf einem Ford Escort einige Läufe der Rallye-Challenge.
2002 war Gottschalk bei den Testfahrten des neuen VW Polo Super 1600 Copilot an der Seite von Dieter Depping. Im folgenden Jahr hatte er keine größeren Einsätze. Er fuhr unter anderem bei der Baja Deutschland seine erste Rallye Raid. Am Ende des Jahres war er wieder mit Frank Richert bei der Lausitz Rallye am Start. 2004 erhielt er beim Red Bull Rallye Team eine neue Arbeitsstelle als Copilot von Andreas Aigner und Quirin Müller auf einem Mitsubishi Lancer Evo 8. Mit Armin Kremer wurde er außerdem Zweiter bei der Asien-Pazifik-Rallye-Meisterschaft. Auch 2005 bestritt Gottschalk mit seinem Teamkollegen Aigner wieder einige europäische Rallyes und startete bei vier Läufen der Rallye-Weltmeisterschaft. Im Jahr darauf fuhr er auf einem Škoda Fabia WRC regelmäßig bei der Weltmeisterschaft, trennte sich jedoch zur Saisonmitte von Aigner.
2007 nahm Timo Gottschalk mit Dieter Depping auf einem Race Truck von Volkswagen Motorsport erstmals an der Rallye Dakar teil. Nachdem er zwischenzeitlich bei der Rallye Norwegen am Start war, fuhr er mit Depping 2008 auf einem VW Race Touareg II des Werksteams die Mitteleuropa-Rallye und schaffte es auf den dritten Platz. Gottschalk fuhr mit seinem Teamkollegen Depping auch die Rallye Dakar 2009, die sie auf dem sechsten Rang abschlossen.
Bei der Silk Way Rally 2010 und der Rallye Dakar 2010 belegte er mit Nasser Al-Attiyah jeweils den zweiten Platz und bei der Rallye Dakar 2011 errangen beide, letztmals auf einem VW Race Touareg, den Gesamtsieg.
Nach einem Jahr Unterbrechung tritt Gottschalk seit 2013 wieder regelmäßig bei der Rallye Dakar an. Zunächst 2013 und 2014 als Navigator von Carlos Sainz senior und in den Jahren 2015 und 2016 mit dem saudischen Piloten Yazeed Al-Rajhi für X-Raid auf einem MINI John Cooper Works Rally sowie später als Navigator von Kuba Przygoński. Im Sommer 2018 gewannen Gottschalk und Al-Rajhi die Silk Way Rally in der Autowertung.
Bei der Rallye Dakar 2023 belegte er als Navigator von Lucas Moraes auf Toyota Hilux Overdrive den dritten Platz. Bei der Auflage 2025 errang er gemeinsam mit Yazeed Al-Rajhi den Titel.